# Savinskij
Savinskij (ryska Савинский) är en ort i länet Archangelsk oblast i Ryssland. Den ligger vid floden Jemtsa, 30 kilometer nordväst om Plesetsk. Folkmängden uppgår till cirka 7 000 invånare.